# Microcosmus tuberculatus
Microcosmus tuberculatus är en sjöpungsart som beskrevs av Kott 1985. Microcosmus tuberculatus ingår i släktet Microcosmus och familjen lädermantlade sjöpungar. Inga underarter finns listade i Catalogue of Life.